# Julius Albrecht
Julius Albrecht, avstrijski general, * 31. avgust 1842, † 14. julij 1911.

## Življenjepis
Potem ko je bil leta 1896 upokojen, je bil 15. februarja 1910 povišan v naslovnega generalmajorja.

## Pregled vojaške kariere
Napredovanja
- naslovni generalmajor: 15. februar 1910